# Kurkowicy
Kurkowicy (ros. Курковицы) – wieś (dieriewnia) w Rosji, w obwodzie leningradzkim, w rejonie wołosowskim. W 2010 liczyła 1378 mieszkańców.